# Adolf Aich

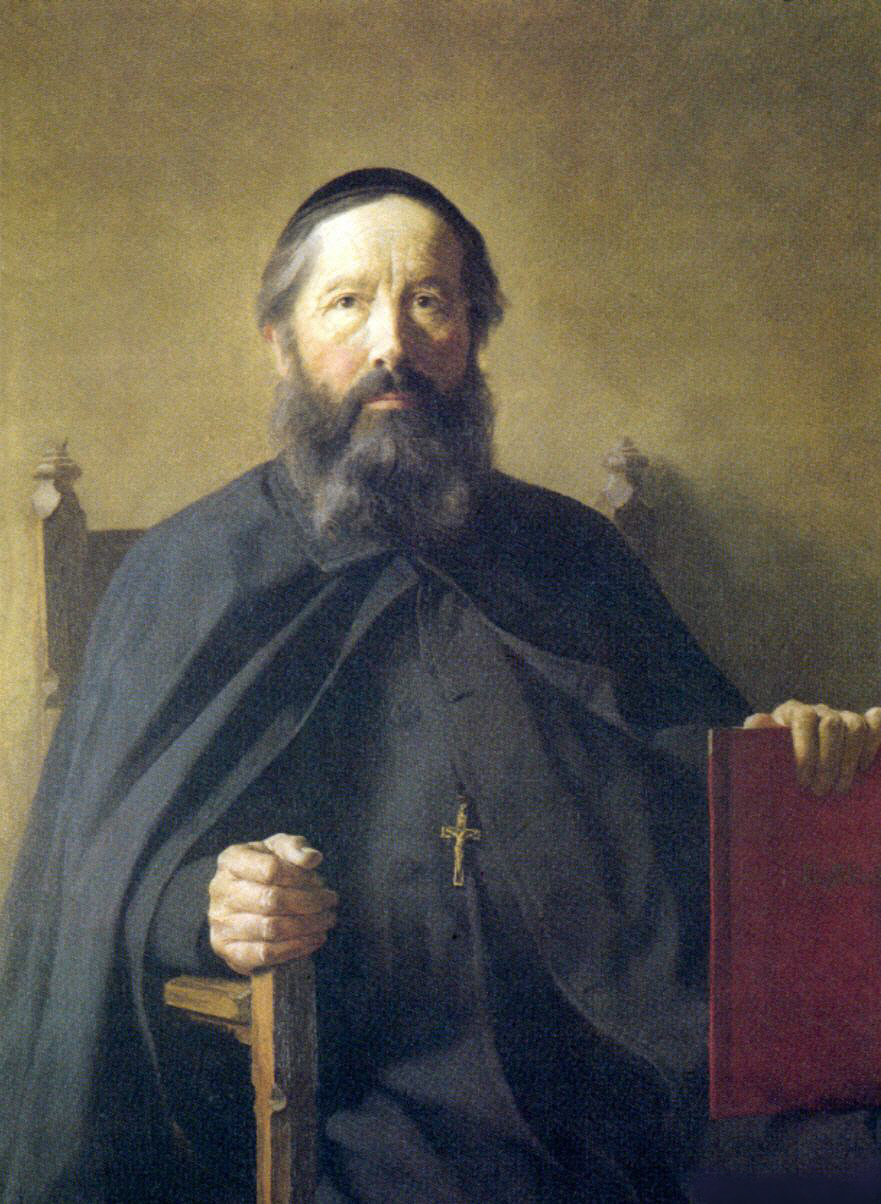
Adolf Aich

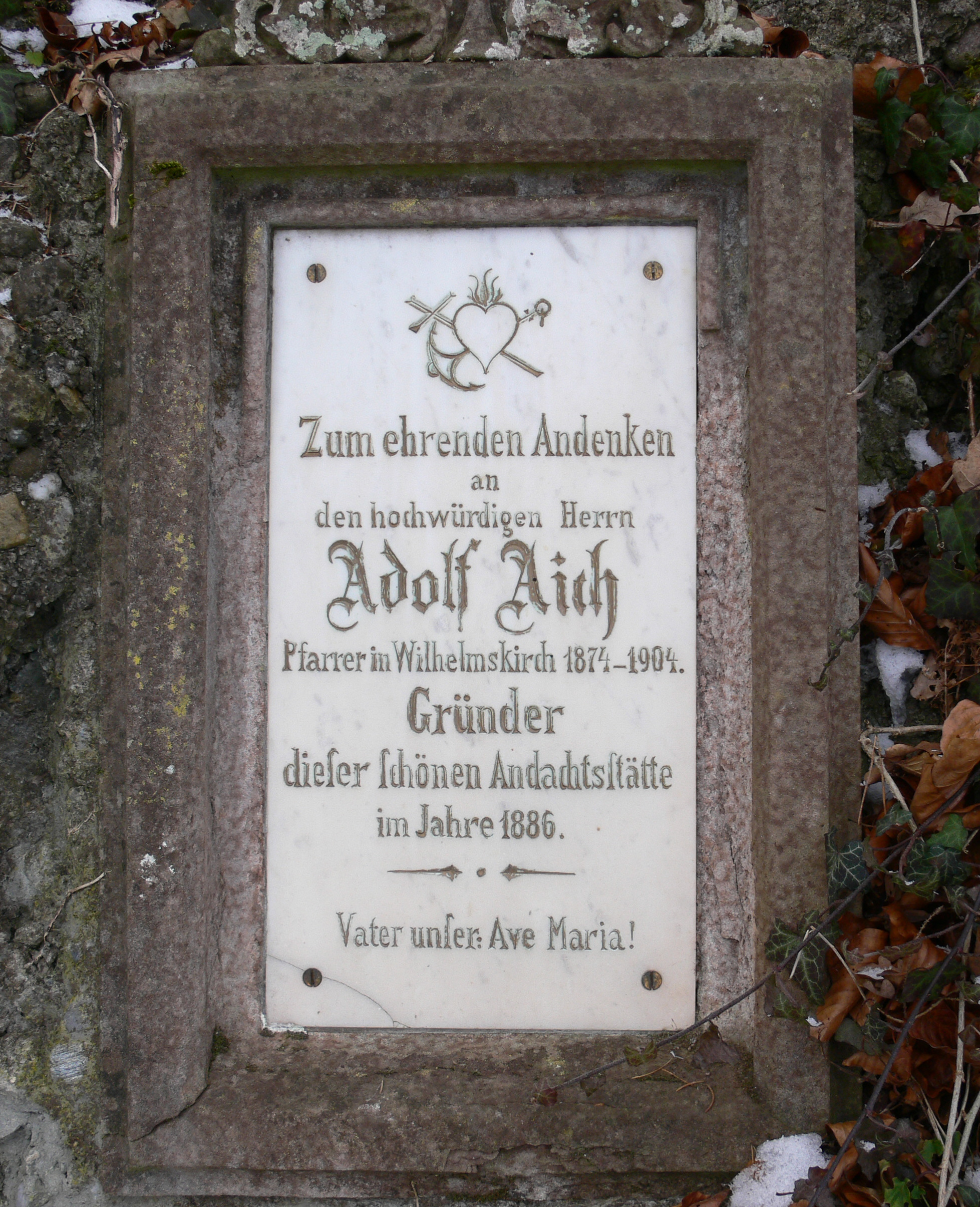
Gedenktafel für Adolf Aich, Andachtsstätte Föhrenbühl, Wolketsweiler

Wilhelm Adolf Aich (* 25. September 1824 in Rottenburg am Neckar; † 10. Juli 1909 in Untermarchtal) war ein deutscher römisch-katholischer Geistlicher und Gründer der „Stiftung Liebenau“.

## Leben
Ab 4. Februar 1859 war Aich Kaplan von St. Johann in Tettnang. 1866 gründete er den St.-Johann-Verein, der ein spendenfinanziertes Krankenhaus „für Unheilbare“ errichten sollte, und begab sich auf Reisen in 20 Diözesen, um Spendengelder zu sammeln. Dieser Verein ging später 1868 in der Stiftung Liebenau auf. Mit den gesammelten Spenden konnte Aich das „Schlösschen Liebenau“ (heute zu Meckenbeuren) kaufen. Dort richtete er eine Klinik für behinderte und benachteiligte Menschen ein. Bis 1878 war Aich Vorstand der Anstalt.
Von 1874 bis 1904 war Aich Pfarrer in Wilhelmskirch (heute zu Horgenzell). 1886 entstand auf seine Anregung hin die Andachtsstätte „Föhrenbühl“ im nahen Wolketsweiler (ebenfalls heute zu Horgenzell), für die zunächst eine Lourdes-Grotte errichtet wurde.

## Stiftung Liebenau
Am 19. März 1866 wurde von Aich in Tettnang der St.-Johann-Verein mit dem Ziel als Trägerverein für ein von Staat und Gemeindebehörden unabhängiges Pflegeheim gegründet. Am 25. Juni 1868 wurden die Statuten der Stiftung vom bischöflichen Ordinariat durch Josef Lipp genehmigt und die Stiftung mit dem Namen Pflege- und Heil-Anstalt für chronisch Kranke ins Leben gerufen. Am 29. Juni 1870 kaufte Aich für 17500 fl. von Johann Christian Bertram, einem hochverschuldeten Bauunternehmer aus Ulm, das Schloss Liebenau inklusive der Liegenschaften.
Die Stiftung Liebenau existiert heute noch mit zahlreichen Einrichtungen in der Region Bodensee-Oberschwaben, im benachbarten Österreich, sowie in der Schweiz und Bulgarien. 2015 waren insgesamt 6469 Mitarbeiter in den unterschiedlichen Tochtergesellschaften, zugeordneten Unternehmen und sonstigen Rechtsträger beschäftigt, die gemeinsam einen konsolidierten Umsatz von 310 Mio. Euro erwirtschafteten. Hinzu kommen mehr als 2300 ehrenamtlich Tätige.
Neben Einrichtungen der Behindertenhilfe und Seniorenhilfe betreibt die Stiftung u. a. das nach Aich benannte „Berufsbildungswerk Adolf Aich“ in Ravensburg.